# Протофеминизам
Протофеминизам је термин који се користи за дефинисање жена у филозофској традицији које се воде савременим феминистичким концептима, али су живели у време када је термин феминисткиња био непознат, односно, у периоду пре 20. века. Прецизна употреба израза је спорна, феминизам 18. и 19. века се такође правилно групише под појмом феминизам.